# Pollágh Péter
Pollágh Péter (Tatabánya, 1979. március 6. –) József Attila-díjas költő, író, esszéista, szerkesztő, újságíró, kritikus, tanár.

## Tanulmányai
- GYTF, Bárczi Gusztáv Gyógypedagógiai Tanárképző Főiskola (szociális munkás)
- BPTIF, Budapesti Tanítóképző Főiskola (művelődésszervező)
- NYME ATFK, Nyugat-Magyarországi Egyetem Apáczai Csere János Tanítóképző Főiskola (művelődésszervező)
- ELTE Bölcsészettudományi Kar, Eötvös Loránd Tudományegyetem Bölcsészettudományi Kar (magyar szak)
- PTE BTK, Pécsi Tudományegyetem Bölcsészettudományi Kar (magyar szak)

## Munkássága
Publikációk:
1987-től ír, 1995-től publikál, többek között az Alföld, a Kortárs, a Magyar Nemzet, a Pannonhalmi Szemle, a Holmi, a Hitel, a Magyar Narancs, a KortársOnline, a Népszabadság, az Élet és Irodalom, a Cultura.hu, Kalligram, az Új Ember, az Irodalmi Szemle, a Lyukasóra, a Híd, a Jelenkor, a Magyar Hírlap, a Népszava, a Magyar Napló, a Flyerz, az Életünk, a Kapu, a Havi Magyar Fórum, a Café, az Új Holnap, a Tiszavirág, a Sikoly, a Hévíz, a Forrás, a zEtna, a Csütörtök Délután, a Polísz, a Szkholion, az Apokrif, a Beszélő, az Ex Symposion, az Elle, az Ambroozia, a Vár Ucca Műhely, a Szépirodalmi Figyelő, a Kilincs, a Litera.hu, az Árgus, a KULTer, a Kistangó, az Irodalmi Jelen, a Bárka, a BárkaOnline, a Terasz.hu, a Szőrös kő, A Zipp.hu, a Film.hu, a Prae és a Prae.hu, a Parnasszus, A Hét, Az Irodalom Visszavág, a Spanyolnátha, a 6b.hu, az Új Könyvpiac, a Márványfrász, a Kórházi Szemle, a Székelyföld, a Helikon, a Palócföld, a Csillagszálló, az Opus, a Symposion, a Puskin utca, a KönyvesBlog Archiválva 2016. március 5-i dátummal a Wayback Machine-ben, az Új Nautilus, a Napút, a Korunk, a Vigília, az Új Forrás, a Papírhajó, a Pannon Tükör, a Szép Szó, a Vasárnapi Hírek, Aracs, Somogy, a Tiszatáj, a Műút, az Üveghegy, a Versum, a Dunai Limes, a Negyed, a Tiszatáj Online, a SZIF Online, a Papírhajó, a Várad, a Nincs és a Látó folyóiratokban jelentek meg.
Verseit eddig szerb, bolgár, cseh, szlovák, francia, lengyel és horvát nyelvekre fordították le.
Interjúk:
- Kinek a...? minek a kritikája?, Litera, 2007. augusztus 31.
- A csillagok azonnali leszerelése, Litera, 2007. szeptember 23.
- Téli beszéd, Kalligram, 2007. november, 48. o.
- Litera Körkérdés, 2007. december
- Beszélgetés Pollágh Péter A Cigarettás című kötetéről (interjú) Bartók Rádió, Irodalmi Újság című műsor, 2011. február 12.
- A mondat iskolája – Mándy Ivánról (interjú) Új Nautilus, 2014. április 14.
- U35: Pollágh Péter (interjú) Könyvesblog, 2014. április 24.
- Mindenkinek legyen saját kánonja (interjú) Cultura.hu, 2014. július 3.
- A mondat iskolája – Mándy Ivánról (interjú-antológia), Köztünk vagy – Beszélgetések Mándy Ivánról (Corvina, 2015. október)
- Egy bűncselekmény-sorozat feltárásának kezdete, Prae.hu, 2017. december 18.
- Beszélgetés Szegő Jánossal – Pollágh Péter Régi voltam című kötetéről, Klubrádió Belső közlés című műsora, 2023. február 13.
- Mint a pandák: Beszélgetés Rácz I. Péterrel – Pollágh Péter Régi voltam című kötetéről, Népszava, 2023. február 24.
- Demokratikus kommunikáció, éltető humor, párhuzamos igazságok: ezekben hiszek – Beszélgetés Kazsimér Somával, Litera, 2023. április 25.

Együttműködések, adaptációk:
- Nyolclábú tükör című novellájából tévéjátékot rendeztek (2007)
- Kovács Lajos színművész önálló estje Pollágh Péter verseiből (Budapest, Zappa kávézó, 2009. december 12.)
- Szerepelt a kortárs költőket megörökítő Vagány Históriák fotósorozatban (2012. március)
- Verseit megzenésítette a Göncölszekér együttes (2012)
- Országos Széchényi Könyvtár: Fiatal Írók Tárlata és Aukciója (FITA-OSZK), 2016. március 8 – 2016. április 12.
- 2016-ban Magyarországot képviseli DEN POEZIE 2016 Archiválva 2020. július 12-i dátummal a Wayback Machine-ben nemzetközi irodalmi fesztivál keretén belül
- #Versmaraton2017: Pollágh Péter A sötét című versét előadja Viktor Balázs, 2017. április 11.
- Medvetolvaj című meséjéhez rajzolt illusztrációt Szalma Edit
- Udvari Kamaraszínház Sors-kanyar Archiválva 2021. december 18-i dátummal a Wayback Machine-ben című előadása (Frontrágó című vers), 2021
- KULTköltészetnap #2 (2021) Pollágh Péter versvideója. A szerző saját előadásában elhangzik: A sötétség pulcsijai (2013), Régen tép (2010)
- Závada Péter és a trAnzKaPHka zenekar előadásában elhangzott Pollágh Péter Visszafogott írók (A Ritka ünnepekre) című verse, a Vértes Agorája, 2021

Költészetéről:
- „Ács Margit azon a véleményen volt, nem feltétlenül kell, hogy folytatása legyen az önmagában jelentős írói műveknek. Fontosnak tartja viszont azt, hogy az ottliki tartás jellemezze a fiatal generációt is, és ennek jó példájaként Pollágh Péter költőt említette.” (Csanda Mária: Egy irodalmi gentleman (Tudósítás a 2013-as Ottlik-emléknapokról, Hadik kávéház), 2013. május 13.)
- „Pollágh Péter koncentrált, talányos, filozofikus verseket ír, feltűnő komolysággal és szigorúsággal. Versei minden sora mögött ott áll egy analitikus gondolkodó. (…) A kortárs magyar költészetben eleve kevés, a fiatal irodalomban pedig nincs is az ilyen beszédmódot hasonló színvonalon, hasonló következetességgel működtető szerző. (…) Pollágh úgy ír, hogy közben etimologizál, visszakérdez, bizalmatlanul és óvatosan használ egy-egy fogalmat, és játszik annak kettős vagy hármas jelentéseivel. Megrendítő, emlékezetes, figyelmet és elmélyülést kérő költészet ez.” (Bedecs László: Húszasok, harmincasok (Napjaink „Fiatal” költészetéről), Prae, 2008/3, 16-21.)
- „Talán Pollágh Péternek van a legnagyobb „múltja” a telepesek között. Már huszonnyolc évével is vén rókának számít köztük, és viszonylag korán kezdett publikálni: első kötete, az Eleve terpesz 2001-ben, a Fogalom című második 2005-ben jelent meg. (…) Pollágh Péter csakugyan elég sok ponton nagyon más, mint bárki a Telepen. (…) Pollágh érzi a nyelvet, és feszesen szerkeszt (mellesleg pedig tudja, hogy mi történt az utóbbi negyven év magyar lírájában, azzal együtt, hogy ezeknek a költőknek a nevét sem említi). (…) Karcos, erős részek villannak fel: „Hagyta, hogy örülj, / míg letörte a vissza- / pillantódat, s már érted: / van olyan szintű fájdalom, / amiért te is eladó vagy.” (…) Pollághnak megvannak a maga titkai.” (Bodor Béla: Pollágh Péter (A Telep Csoport költőiről), Kalligram, 2007. november, 56-72.)
- "1923-ban Virginia Woolf a következőket írja naplójába a Mrs. Dalloway munkálatai kapcsán: „Beszélnem kellene […] a felfedezésemről; ahogyan gyönyörű barlangokat vájok a szereplőim mögé; azt hiszem ez pont azt hozza elő, amit szeretnék; humanitást, humort, mélységet. Az ötlet lényege, hogy a barlangok összeérnek, és mindegyik épp a jelen pillanatban kerül napvilágra.” Azért ezzel az idézettel kezdem, mert úgy érzem, Pollágh Péter is valami hasonlóra törekszik a maga költészetében, csak éppen nem egy regény szereplői, hanem a szavak, a fogalmak, a nyelv megkövesedett fordulatai mögé ássa ki a maga barlangjait. Ez egyben ásatás, feltárás, és megtisztítás is: de nem csak az, hiszen azok a szavak és fogalmak, melyek Pollágh keze alá kerülnek, új, eddig ismeretlen tartalmak hordozói is lesznek." (Dunajcsik Mátyás: Ellen, tartás: Bartók Rádió, 2009. november 14.)
- "Pollágh második kötetének a sokatmondó FOGALOM címet adta, borítóján egy nyitott jégszekrénnyel. Hűtő, hideg, fagy, üveg, kémcső, tél, tükör, metareflektív szólamok, hermetikus mondatok. Pollághról könnyen kezdhetjük el mondani a mantrát: nyelvkritika, frigó-líra; a háttérben egy bizonyos apa-figura nyomasztó jelenlétével. S közben lehet, hogy valami más is van az egész mögött. Valami új forma és tartamközvetítési technika keresése. Ez lehet példának okáért az anyagszerű nyelvhasználat újabb, még ki nem aknázott medialitása; avagy annak a szemléltető feltárása, hogyan válik a nyelvben rejlő materialitás szilánkokból összeragadó versekké, tört írásképpé.” (Szegő János: Részben egész, Holmi, 2008. március)
- "Pollágh versei korábbi kötetei tanúsága szerint is meglehetősen sűrűek, szerzőjük a többféle jelentéslehetőség esélyeit, működőképességét rendre kipróbálja és kihasználja. Verssorai, képei frissek és zavarba ejtően szépek; kedvelt-kedvenc szavait paradigmateremtési kedve hozza újra meg újra elő, s ezek ismétlődéseikben mindig más-más (szigorúan wittgensteini értelemben vett) nyelvjátékokat indítanak be." (K. Kabai Lóránt: Pollágh Péter: Vörösróka, Magyar Narancs, 2009. október 22.)
- "Az Ilyen fény című vers azért remek kezdés, mert úgy használja – finoman, nem hivalkodón – az Ady-szótárat, hogy nem pusztán átvariál, majd fantáziátlanul kifordít néhány sort, versmondatot. Sokkal inkább emlékezetbe idézi a szavakat, de megfordítja azok jelentésáramlását: nem a gúnnyal irányítja a figyelmet a gúnyoltra, hanem a szavak puszta beírásával rögzíti az Ady-versek emlékezetét, de azok „kérdésirányának" megváltozását egyaránt. Nem ítélkezik, nem kinyilatkoztat, csupán megállapít." (L. Varga Péter: „Itt másként lakik a szép”, Élet és Irodalom, 2009. november 13.)

Fülszöveg-részletek:
- „Megmondalak, megmondalak a mondatnak, mondja egy fiatal költő. Jó” (Kukorelly Endre fülszövege, részlet. Pollágh Péter: Fogalom, JAK-füzetek, 2005)
- „Ravaszul mosolyog a rímhatáron (…) Itt a Posztmodern Ady! Másképp gondolkodóknak kötelező olvasmány!” (Sopotnik Zoltán fülszövege, részlet. Pollágh Péter: Vörösróka, Prae, 2009)
- "A nyelvvé, a szóvá válik (…) Amire ránéz, abban teljesség bomlik ki. Miközben magasra emeli, meg is semmisíti azt, amiről ír.” (Balogh Endre fülszövege, részlet. Pollágh Péter: Vörösróka, Prae, 2009)
- „Van valamilyen térnövelő bűbáj ebben a könyvben. (…) Hidd el nekem, hogy fontos könyvet tartasz a kezedben: az utóbbi évtized egyik legsűrűbb, legpontosabb, legátgondoltabb verseskönyvét.” (Kemény István fülszövege, részlet. Pollágh Péter: A Cigarettás, Prae, 2010)
- "Különlegesen szép képekkel dolgozik. (…) E szürreális figyelmet mégiscsak erő és mértéktartás működteti. De még milyen megejtően és bravúrosan!” (Darvasi László fülszövege, részlet. Pollágh Péter: A Cigarettás, Prae, 2010)
- "Weöres Sándor jut eszembe Pollágh különös, gyermeki, csodálkozó természete miatt. Más, mint nemzedéke tagjai. Álomszerű és fesztelen, érződik versein, hogy teljes szabadságban írja őket. Bizonyítottan nagyszerű költő." (Ágh István ajánlója, Pollágh Péter: Régi voltam, 2022)
- "Ha meglátom nevét egy vers fölött, azonnal villám üt belém, majdnem félek: most mi lesz? Milyen csillag hullik rám, leszakad alattam a föld? Netán nyakamra tekeredik a verse, mint egy kígyó? Ha egyetlen költőt küldhetnék a Költészet Nagy Világszínpadára, Pollágh Péter lenne az." (Tóth Erzsébet ajánlója, Pollágh Péter: Régi voltam, 2022)
- "A Régi voltam az én 22. századom. Posztmortem olvasom, belehalok minden szóba, beletemetkezek minden „mondatalatti” mondatba. Csillagrepedésein át látom régmúlt idők vonulását, hallom Ezékiel, az Énekek éneke hangját, közelmúltak „kimondhatatlan tetteit”, „donfehér hajak” visszfényét, ötvenes, hatvanas, hetvenes évek visszavont szavait, nyolcvanas évek családtöréseit, előidejű jövők érkezését a műfajteremtő Kornéliákban, végidők dióverését „a ravasz billentyűs” kódájában." (Orbán Jolán ajánlója, Pollágh Péter: Régi voltam, 2022)
- "Pollágh Péter egyike a még ma is alkotó Nagy Nyelvgyurmázóknak. Az utolsó igekötőig kidolgozott, bravúrosan játékos, csak rá jellemző nyelvvel operál. Egykor Tandori, ma Parti Nagy formázza így kedvére a nyelvhúst, hogy bekavarjon, mint egy mokkáskanál, duci kis motolla. Mondjuk úgy, Pollágh versei újra meg újra elhúzzák a nótánkat. Medvés hegedűn a mézesmadzagot." (Závada Péter ajánlója, Pollágh Péter: Régi voltam, 2022)
- "A Régi voltam az utóbbi évek legfontosabb kötete: vidám, katartikus, gyógyító. Pollágh a fantázia és a morál közepe." (Sopotnik Zoltán ajánlója, Pollágh Péter: Régi voltam, 2022)
- "Hermész erdejében fejjel lefelé nőnek a fák: gyökerestül kapaszkodnak az égigérő, „mondatalatti” képekbe, és a rügyező szavak leterítik a vadászt, akiben a fogalmak kilombosodnak, mint Nagy László füstfátyolos hangjában Tandori diónyi verébkoponyái." (Tolvaj Zoltán ajánlója, Pollágh Péter: Régi voltam, 2022)

### Szerkesztői, kurátori munkái
- Deres Kornélia: BOX című verseskötetének szerkesztője (Jelenkor, 2022)
- Ferentz Anna-Kata: Nyúlcipő című verseskötetének szerkesztője (FISZ, 2021)
- Móricz Zsigmond Irodalmi Ösztöndíj kurátora (2018-2019)
- Deres Kornélia: Emma és Elefánt című mesekönyvének szerkesztője (Tessloff-Babilon, 2018)
- Deres Kornélia: Bábhasadás című verseskötetének (Jelenkor, 2017) szerkesztője
- A Független Mentorhálózat alapító tagja (2017. január)
- Deres Kornélia: Képkalapács című színházelméleti monográfiájának (JAK-füzetek, 2016) szerkesztője.
- Sopotnik Zoltán: Moszkvics című verseskötetének (Kalligram, 2016) szerkesztője.
- Zsűritag a Felvidéki Pegazus Irodalmi Pályázaton Archiválva 2016. augusztus 10-i dátummal a Wayback Machine-ben (2016)
- Gál Ferenc: Az élet sűrűjében című verseskötetének (Prae, 2015) szerkesztője.
- Izsó Zita: Színről színre[halott link] című verseskötetének (Prae, 2014) szerkesztője.
- Evellei Kata: Álombunker című verseskötetének (Prae, 2013) szerkesztője.
- Hartay Csaba: A jövő régészei Archiválva 2014. augusztus 26-i dátummal a Wayback Machine-ben című verseskötetének (Prae, 2012) szerkesztője.
- Milián Orsolya: Átlépések című tanulmánykötetének (Prae, 2012) szerkesztője.
- Sopotnik Zoltán: Saját perzsa (versek és prózák, Libri, 2012) című kötetének szerkesztője
- Gál Ferenc: Ódák és más tagadások című verseskötetének (Prae, 2011) szerkesztője.
- Deres Kornélia: Szőrapa című verseskötetének (JAK-füzetek, 2011) vendégszerkesztője.
- Marno János: A semmi esélye című verseskötetének (Prae, 2010) szerkesztője.
- Sopotnik Zoltán: Futóalbum (Kalligram, 2009) című kötetének szerkesztése
- A Prae folyóirat versrovatának szerkesztője 2008-tól 2015-ig. (A 2008/2-es számtól a 2016/1-es számig).
- A Kórházi Szemle munkatársa.
- A JAK-füzetek társszerkesztője, Balogh Endrével (2008-2009).
- Ex Symposion folyóirat – Piknik a Telepen, 2007/63.(Dunajcsik Mátyással közösen – vendégszerkesztő).
- Sopotnik Zoltán: Krokodil (Kortárs, 2003) című kötetének szerkesztése

### Írószervezeti tagságai
- Magyar Írószövetség
- Szépírók Társaság
- József Attila Kör
- Fiatal Írók Szövetsége

### Film
| Adatok          |                  |
| --------------- | ---------------- |
| Novella címe    | Nyolclábú tükör  |
| Forgatókönyvíró | Pollágh Péter    |
| Rendező         | Sós Mária        |
| Főszereplő      | Kovács Lajos     |
| Forgalmazó      | Magyar Televízió |
| Év              | 2007             |

## Díjak, ösztöndíjak
- Pegazus Felvidéki Diákíró Találkozó – A Zsűri Különdíja (1995)
- Fiatal Tatabányai Írók pályázat – Első Díj (2000)
- „Negyvenhetedik szélességi fok” országos verspályázat – Első Díj (2000)
- NKA-alkotói ösztöndíj (2009)
- Móricz Zsigmond irodalmi ösztöndíj (2010)[1]
- NKA-alkotói ösztöndíj (2012)
- NKA-alkotói ösztöndíj (2014)
- József Attila-díj (2014)
- NKA-alkotói ösztöndíj (2016)
- Könyv Nívódíj: Régi voltam című kötetére (2023)

## Művei

### Önálló kötetei
- Régi voltam, Vár Ucca Műhely, 2022
- A Cigarettás, Prae, 2010
- Vörösróka. Szimultán versek; Prae–Palimpszeszt, Bp., 2009
- Fogalom, JAK–L’Harmattan, 2005
- Eleve terpesz, Kortárs, 2001

### Antológiák
- Szép versek, Magvető, 2023
- Szép versek, Magvető, 2022
- Szép versek, Magvető, 2020-2021
- Szép versek, Magvető, 2019
- Szép versek, Magvető, 2018
- A századelő költészete. Válogatás az elmúlt 15 év legszebb verseiből, Magyar Napló, 2017
- Szép versek[halott link], Magvető, 2017
- Szívlapát. Kortárs versek, Tilos az Á Könyvek, 2017
- Az év versei, Magyar Napló, 2017
- Szép versek, Magvető, 2016
- Parti Medve. Mesék, Cerkabella Kiadó, 2016
- Az év versei, Magyar Napló, 2016
- Holmi-antológia I. Szépirodalom Archiválva 2015. december 8-i dátummal a Wayback Machine-ben. Válogatás a folyóirat 25 éves történetéből (1989-2014), Libri, 2015
- Köztünk vagy. Beszélgetések Mándy Ivánról, Corvina, 2015
- Szép versek, Magvető, 2015
- Masírozó angyalok, Forum, 2015
- Bartók plusz fordulata, Spanyolnátha, 2015
- Az év versei, Magyar Napló, 2015
- Hévíz Irodalmi Antológia, Magvető, 2015
- Szép versek, Magvető, 2014
- Az év versei, Magyar Napló, 2014
- Szép versek, Magvető, 2013
- Az év versei, Magyar Napló, 2013
- Szép versek[halott link], Magvető, 2012
- Szép versek, Magvető, 2011
- Szép versek, Magvető, 2010
- Szép versek, Magvető, 2009
- HogyÖt-Ötéves a Spanyolnátha, 2009
- Telep-antológia, Scolar, 2009
- Szép versek, Magvető, 2008
- Egészrész, JAK–L’Harmattan, 2007
- Versmegálló, 2007
- Ötvenhat író Esztergomról, Pont, 2006
- Versmetró, 2005
- Légyott – Bartók+Belkántó, Spanyolnátha, 2005
- Nincs és lehet közt, Masszi, 2002
- Asztalodon üvegróka, Magyar Napló, 2001
- Angyalzsugor, AB-ART, 1997